# Викторина (мини-сериал)
«Викторина» (англ. Quiz) — британский телевизионный сериал в жанре драмы Стивена Фрирза и Джеймса Грэхэма, основанный на его одноименной постановке и книге Боба Вуффиндена и Джеймса Пласкетта «Плохое шоу: викторина, кашель и майор-миллионер» (англ. «Bad Show: the Quiz, the Cough, the Millionaire Major»). Режиссёр — Стивен Фрирз. Состоит из трёх эпизодов длиною в час.

## Сюжет
«Викторина» рассказывает историю неожиданного выигрыша в размере одного миллиона фунтов стерлингов в телевикторине «Кто хочет стать миллионером?» бывшего армейского майора Королевских инженеров Чарльза Ингрэма, и последовавшего за ним в 2001 году судебного процесса, в ходе которого он и его жена были признаны виновными в обмане на пути к успеху.

## В ролях
- Мэтью Макфадьен — Чарльз Ингрэм
- Майкл Шин — Крис Таррант
- Шан Клиффорд — Диана Ингрэм
- Марк Боннар — Пол Смит
- Хелен Маккрори — Соня Вудли, королевский адвокат
- Майкл Джибсон — Теквен Уитток
- Айслинг Би — Клавдия Розенкранц
- Тристан Гравелл — Адриан Поллок
- Эллиот Леви — Дэвид Бриггс
- Ристард Купер — Дэвид Лиддимент
- Джасмин Бэнкс — Никола Хоусон
- Эндрю Люнг — Кевин Дафф
- Мартин Тренаман — Д. С. Фергюсон
- Николас Вудсон — Николас Хиллиард, королевский адвокат
- Пол Базели — Лайонел

## Эпизоды
| № | Название              | Режиссёр     | Автор сценария | Дата премьеры  | Зрители в Великобритании (млн) |
| - | --------------------- | ------------ | -------------- | -------------- | ------------------------------ |
| 1 | «Серия 1» «Episode 1» | Стивен Фрирз | Джеймс Грэхэм  | 13 апреля 2020 | 9,53 млн                       |
| 2 | «Серия 2» «Episode 2» | Стивен Фрирз | Джеймс Грэхэм  | 14 апреля 2020 | 9,34 млн                       |
| 3 | «Серия 3» «Episode 3» | Стивен Фрирз | Джеймс Грэхэм  | 15 апреля 2020 | 9,59 млн                       |

## Производство
Сцены из студии «Кто хочет стать миллионером?» снимались в декорациях, построенных на Wimbledon Studios. Сцены также были сняты возле Королевского суда Саутворка и внутри бывшего здания суда в Хаммерсмите.

## Критика
На Rotten Tomatoes сериал имеет рейтинг одобрения 94 % на основе 36 обзоров со средним рейтингом 7,57/10. Консенсус веб-сайта гласит: «Благодаря умному сценарию, отличной постановке и идеальной подаче Майкла Шина, „Викторина“ создаёт захватывающий снимок дикого скандала, который будет держать зрителей в напряжении».